# Албрехт Ерентрайх фон Рор
Албрехт Ерентрайх фон Рор (на немски: Albrecht Ehrentreich von Rohr; Albrecht Ehrenreich von Rohr; * 22 декември 1720, имение Трамниц; † 20 ноември 1800, Магдебург) е кралски пруски генерал-майор и „дрост“ (управител) на Лимберг и Хаузберге.

## Произход и военна кариера
Той е вторият син на Георг Лудвиг фон Рор (* 15 ноември 1678; † 14 януари 1746) и първата му съпруга съпруга София фон Бредов (* 1 октомври 1690; † 16 септември 1728), сестра на пруския генерал-лейтенант Азмуз Еренрайх фон Бредов (1693 – 1756), дъщеря на Азмуз Еренрайх фон Бредов Стари (1646 – 1705) и Катарина Мария фон Брист (1659 – 1708). Баща му се жени втори път през 1729 г. за Анна Хедвиг фон Цикер († 1763). Брат е на неженения Георг Лудвиг фон Рор (1718 – 1764).
Рор влиза през 1735 г. в пруската войска. През 1741 г. става секунде-лейтенант, а през 1746 г. премиер-лейтенант. От 1756 г. е щабс-хауптман и от 1757 г. хауптман. През 1759 г. той е майор и 1765 г. оберст-лейтенант. През 1766 г. е командир на сухопътния регимент Нр. 20. На 7 юни 1768 г. получава дростайте на Лимберг и 1769 г. и на Хаузберге. През 1770 г. става полковник и 1773 г. шеф на новообразувания сухопътен регимент Нр. 54 в Грауденц (в Полша). През 1777 г. той е издигнат на генерал-майор.
Той се бие в Силезийските войни (1740 – 1763) и през Седемгодишната война. През 1784 г. по собствено желание той се пенсионира.

## Фамилия
Албрехт Ерентрайх фон Рор се жени на 10 април 1766 г. в Магдебург за Агнес София Августа фон Алвенслебен (* 3 март 1743, Изеншнибе; † 21 март 1806, Еркслебен), дъщеря на главния дворцов майстер Фридрих Август фон Алвенслебен (1703 – 1783) и София Доротея фон Алвенслебен (1715 – 1788). Те имат децата:
- Фридрих Фердинанд Лудвиг фон Рор (* ок. 26 май 1767, Магдебург)
- Августа Албертина фон Рор (* ок. 7 май 1769, Магдебург)
- Доротея София Фридерика Каролина фон Рор (* 27 октомври 1771, Магдебург; † 12 март 1816, Берлин), омъжена на 8 юли 1788 г. в Магдебург за граф Йохан Август Ернст фон Алвенслебен (* 6 август 1758, Еркслебен; † 27 септември 1827, Еркслебен)
- Карл Ернст Август Хайнрих фон Рор (* 17 септември 1774, Грауденц, Померания)
- Агнес София Елизабет фон Рор (* 21 декември 1777, Грауденц, Померания)
- Албрехт Август Вилхелм фон Рор (* 21 август 1781, Грауденц, Померания; † 1813)